# Copa do Mundo de Clubes da FIFA de 2022
A Copa do Mundo de Clubes da FIFA de 2022 foi a 19.ª edição do torneio internacional de futebol organizado pela Federação Internacional de Futebol (FIFA) e disputado por clubes das seis confederações continentais.
O torneio manteve o formato com sete participantes (os seis campões de cada continente mais o representante do país-sede), com a diferença de ter extinto o jogo de disputa pelo quinto lugar (não realizado pela primeira vez desde 2007). Estava originalmente programado para ter uma competição, a partir de 2021, que fosse disputada por 24 clubes e ocorresse a cada quatro anos. Assim como a Copa do Mundo FIFA, a previsão era de que o evento ocorreria de 17 de junho a 4 de julho de 2021, na China.
No entanto, a FIFA decidiu adiar o novo torneio para uma data posterior, como resultado do adiamento da Eurocopa e Copa América, adiados de 2020 para 2021 devido à pandemia de COVID-19, em 2020, e assim manteve-se somente o mundial anual com o representante do país sede, vaga essa que seria extinta mais tarde com o novo modelo do mundial anual. Em 31 de março de 2022, durante o Congresso da FIFA, nada foi definido. Prioridade em 2019, o mundial quadrienal nem sequer constou da agenda oficial do Congresso. Não foi incluída no orçamento da entidade um novo torneio em 2022. O calendário de competições estava fechado até 2024 e só seria reaberto a partir de 2025.
Em 16 de dezembro de 2022, o conselho da FIFA e a Federação Real Marroquina de Futebol, reunidos em Doha, no Catar, definiram que a edição de 2022 do mundial anual ocorreria no Marrocos entre 1 e 11 de fevereiro de 2023. Em 13 de janeiro do seguinte ano, após o sorteio da ordem das partidas — realizado no Mohammed VI Football Academy, em Rabat — a FIFA divulgou o horário e local dos jogos.
O Real Madrid, da Espanha, conquistou seu oitavo título de âmbito mundial, sendo o quinto da competição organizada pela FIFA, após vencer na final o Al-Hilal, da Arábia Saudita, por 5–3. Anteriormente, o clube conquistou três edições da Copa Intercontinental em 1960, 1998 e 2002 e quatro da FIFA em 2014, 2016, 2017 e 2018.
O alemão Toni Kroos, que fez parte do elenco do Real Madrid nas cinco conquistas do mundial da FIFA, se tornou hexacampeão do torneio contando o título de 2013, pelo Bayern de Munique.

## Equipes classificadas
| Confederação                                          | Equipe                          | Classificação                                                                      | Participação                                               |
| Disputa a partir das semifinais                       | Disputa a partir das semifinais | Disputa a partir das semifinais                                                    | Disputa a partir das semifinais                            |
| ----------------------------------------------------- | ------------------------------- | ---------------------------------------------------------------------------------- | ---------------------------------------------------------- |
| CONMEBOL                                              | Flamengo                        | Campeão da Copa Libertadores da América de 2022                                    | 2ª (2019)                                                  |
| UEFA                                                  | Real Madrid                     | Campeão da Liga dos Campeões da UEFA de 2021–22                                    | 6ª (2000, 2014, 2016, 2017, 2018)                          |
| Disputa a partir das quartas de final                 |                                 |                                                                                    |                                                            |
| AFC                                                   | Al-Hilal                        | Campeão da Liga dos Campeões da AFC de 2021 indicado pela AFC e aprovado pela FIFA | 3ª (2019, 2021)                                            |
| CAF                                                   | Wydad Casablanca                | Campeão da Liga dos Campeões da CAF de 2021–22                                     | 2ª (2017)                                                  |
| CONCACAF                                              | Seattle Sounders                | Campeão da Liga dos Campeões da CONCACAF de 2022                                   | 1ª                                                         |
| Disputa a partir do play-off para as quartas de final |                                 |                                                                                    |                                                            |
| OFC                                                   | Auckland City                   | Campeão da Liga dos Campeões da OFC de 2022                                        | 10ª (2006, 2009, 2011, 2012, 2013, 2014, 2015, 2016, 2017) |
| País-sede                                             | Al-Ahly                         | Vice-campeão da Liga dos Campeões da CAF de 2021–22                                | 8ª (2005, 2006, 2008, 2012, 2013, 2020, 2021)              |

## Sedes
As partidas foram disputadas em duas sedes.
| Tânger              | Tânger RabatCopa do Mundo de Clubes da FIFA de 2022 (Marrocos) | Rabat                            |
| ------------------- | -------------------------------------------------------------- | -------------------------------- |
| Estádio Ibn Batouta | Tânger RabatCopa do Mundo de Clubes da FIFA de 2022 (Marrocos) | Estádio Príncipe Moulay Abdellah |
| Capacidade: 65 000  | Tânger RabatCopa do Mundo de Clubes da FIFA de 2022 (Marrocos) | Capacidade: 60 000               |
|                     | Tânger RabatCopa do Mundo de Clubes da FIFA de 2022 (Marrocos) |                                  |

## Arbitragem
Esta é a lista de árbitros e assistentes da competição.
| Confederação | Árbitros                     | Assistentes                                          | Árbitros de vídeo                                |
| ------------ | ---------------------------- | ---------------------------------------------------- | ------------------------------------------------ |
| AFC          | Ma Ning                      | Zhou Fei Zhang Cheng                                 | Fu Ming                                          |
| CAF          | Mustapha Ghorbal             | Mokrane Gourari Khalil Hassani                       | Redouane Jiyed                                   |
| CONCACAF     | Iván Barton                  | David Morán Kathryn Nesbitt                          | Fernando Guerrero                                |
| CONMEBOL     | Andrés Matonte               | Nicolas Tara Martin Soppi                            | Nicolás Gallo Juan Soto                          |
| UEFA         | Istvan Kovacs Anthony Taylor | Vasile Marinescu Mihai Artene Gary Beswick Adam Nunn | Massimiliano Irrati Juan Martinez Jerome Brisard |

## Transmissão
A transmissão em TV aberta para o Brasil foi feita pela TV Globo, que transmitiu a partida do Flamengo pelas semifinais, a disputa de terceiro lugar e a final. Na última edição transmitida pela emissora, em 2020, a final não foi transmitida, já que o Palmeiras foi eliminado na semifinal pelo Tigres UANL, do México.
A transmissão da TV por assinatura para o Brasil foi feita pelo SporTV, que transmitiu todas as partidas.
A CazéTV, canal do streamer Casimiro — repetindo a parceria com a Livemode na Copa do Mundo do Catar — também fez a transmissão de todos os jogos, sem custos, no YouTube e na Twitch. Da mesma forma, o portal "ge" e a Globoplay transmitiram todos os jogos com os sinais da TV Globo (semifinal do Flamengo e final) e do SporTV (demais partidas).

## Partidas
A FIFA anunciou que o sorteio sobre os confrontos será realizado, em 13 de janeiro de 2023, no Mohammed VI Football Academy, em Rabat, no Marrocos.
|  |                         |                |                         |                  |                         |                         |  |  |            |            |  |  |                          |       |
|  | Play-off                | Play-off       |                         |                  | Quartas de final        | Quartas de final        |  |  | Semifinais | Semifinais |  |  | Final                    | Final |
|  | 1 de fevereiro – Tânger |                |                         |                  |                         |                         |  |  |            |            |  |  |                          |       |
|  | Al-Ahly                 | 3              |                         |                  | 4 de fevereiro – Tânger | 4 de fevereiro – Tânger |  |  |            |            |  |  |                          |       |
|  | Al-Ahly                 | 3              |                         |                  | 4 de fevereiro – Tânger | 4 de fevereiro – Tânger |  |  |            |            |  |  |                          |       |
|  | Auckland City           | 0              |                         |                  | Seattle Sounders        | 0                       |  |  |            |            |  |  |                          |       |
|  | Auckland City           | 0              | 8 de fevereiro – Rabat  |                  | Seattle Sounders        | 0                       |  |  |            |            |  |  |                          |       |
|  |                         |                |                         |                  | Al-Ahly                 | 1                       |  |  |            |            |  |  |                          |       |
|  | Al-Ahly                 | 1              |                         |                  | Al-Ahly                 | 1                       |  |  |            |            |  |  |                          |       |
|  | Al-Ahly                 | 1              |                         |                  |                         |                         |  |  |            |            |  |  |                          |       |
|  |                         |                | Real Madrid             | 4                |                         |                         |  |  |            |            |  |  |                          |       |
|  |                         |                | Real Madrid             | 4                |                         |                         |  |  |            |            |  |  |                          |       |
|  |                         |                | 11 de fevereiro – Rabat |                  |                         |                         |  |  |            |            |  |  |                          |       |
|  |                         |                |                         |                  |                         |                         |  |  |            |            |  |  |                          |       |
|  | Real Madrid             | 5              |                         |                  |                         |                         |  |  |            |            |  |  |                          |       |
|  | Real Madrid             | 5              | 4 de fevereiro – Rabat  |                  |                         |                         |  |  |            |            |  |  |                          |       |
|  |                         | Al-Hilal       | 3                       |                  |                         |                         |  |  |            |            |  |  |                          |       |
|  |                         |                | 3                       | Wydad Casablanca | 1 (3)                   |                         |  |  |            |            |  |  |                          |       |
|  | 7 de fevereiro – Tânger |                |                         | Wydad Casablanca | 1 (3)                   |                         |  |  |            |            |  |  |                          |       |
|  |                         | Al-Hilal (pen) | 1 (5)                   |                  |                         |                         |  |  |            |            |  |  |                          |       |
|  | Flamengo                | Al-Hilal (pen) | 1 (5)                   | 2                |                         |                         |  |  |            |            |  |  |                          |       |
|  | Flamengo                |                |                         | 2                | Terceiro lugar          |                         |  |  |            |            |  |  |                          |       |
|  |                         |                | Al-Hilal                | 3                |                         |                         |  |  |            |            |  |  |                          |       |
|  |                         |                | Al-Hilal                | 3                | Al-Ahly                 | 2                       |  |  |            |            |  |  |                          |       |
|  |                         |                |                         |                  | Al-Ahly                 | 2                       |  |  |            |            |  |  |                          |       |
|  |                         |                | Flamengo                | 4                |                         |                         |  |  |            |            |  |  |                          |       |
|  |                         |                | Flamengo                | 4                |                         |                         |  |  |            |            |  |  |                          |       |
|  |                         |                |                         |                  |                         |                         |  |  |            |            |  |  | 11 de fevereiro – Tânger |       |

Todas as partidas seguem o fuso horário local (UTC+1).

### Play-off
| 1 de fevereiro de 2023 | Al-Ahly                                | 3 – 0     | Auckland City | Estádio Ibn Batouta, Tânger          |
| 20:00                  | El Shahat 45+2' · Sherif 56' · Tau 86' | Relatório |               | Público: 47 137 Árbitro: CHN Ma Ning |

|  | Al-Ahly |  | Auckland City |  |

### Quartas de final
| 4 de fevereiro de 2023 | Wydad Casablanca | 1 – 1 (pro) | Al-Hilal           | Estádio Príncipe Moulay Abdellah, Rabat         |
| 15:30                  | El Amloud 52'    | Relatório   | Kanno 90+4' (pen.) | Público: 43 891 Árbitro: SLV Iván Barton (FIFA) |

|                                        |       | Penalidades                                 |  |
| Attiyat Allah El Amloud Ounajem Daoudi | 3 – 5 | Marega Vietto Al-Shehri Al-Hamdan Al-Juwayr |  |

|  | Wydad |  | Al-Hilal |  |

| 4 de fevereiro de 2023 | Seattle Sounders | 0 – 1     | Al-Ahly   | Estádio Ibn Batouta, Tânger                        |
| 18:30                  |                  | Relatório | Magdy 88' | Público: 30 589 Árbitro: ENG Anthony Taylor (FIFA) |

|  | Seattle |  | Al-Ahly |  |

### Semifinais
| 7 de fevereiro de 2023 | Flamengo         | 2 – 3     | Al-Hilal                                           | Estádio Ibn Batouta, Tânger                       |
| 20:00                  | Pedro 20', 90+1' | Relatório | S. Al-Dawsari 4' (pen.), 45+9' (pen.) · Vietto 70' | Público: 42 496 Árbitro: ROU Istvan Kovacs (FIFA) |

|  | Flamengo |  | Al-Hilal |  |

| 8 de fevereiro de 2023 | Al-Ahly            | 1 – 4     | Real Madrid                                                        | Estádio Príncipe Moulay Abdellah, Rabat            |
| 20:00                  | Maâloul 65' (pen.) | Relatório | Vinícius Júnior 42' · Valverde 46' · Rodrygo 90+2' · Arribas 90+8' | Público: 43 508 Árbitro: URU Andrés Matonte (FIFA) |

|  | Al-Ahly |  | Real Madrid |  |

### Disputa pelo terceiro lugar
| 11 de fevereiro de 2023 | Al-Ahly              | 2 – 4     | Flamengo                                          | Estádio Ibn Batouta, Tânger                          |
| 16:30                   | Abdel Kader 38', 60' | Relatório | Gabriel 11' (pen.), 85' (pen.) · Pedro 77', 90+1' | Público: 30 216 Árbitro: ALG Mustapha Ghorbal (FIFA) |

|  | Al-Ahly |  | Flamengo |  |

### Final
| 11 de fevereiro de 2023 | Real Madrid                                                | 5 – 3     | Al-Hilal                     | Estádio Príncipe Moulay Abdellah, Rabat            |
| 20:00                   | Vinícius Júnior 13', 69' · Valverde 18', 58' · Benzema 54' | Relatório | Marega 26' · Vietto 63', 79' | Público: 44 439 Árbitro: ENG Anthony Taylor (FIFA) |

|  | Real Madrid |  | Al-Hilal |  |

## Premiação
| Copa do Mundo de Clubes da FIFA de 2022 |
| Espanha                                 |
| --------------------------------------- |
| REAL MADRID Campeão (5.º título)        |

Fair Play
| Fair play | Real Madrid |

### Individuais
| Bola de Ouro                  | Bola de Prata                   | Bola de Bronze            |
| ----------------------------- | ------------------------------- | ------------------------- |
| Vinícius Júnior (Real Madrid) | Federico Valverde (Real Madrid) | Luciano Vietto (Al-Hilal) |

## Classificação final
Para estatísticas, partidas decididas na prorrogação são consideradas como vitória e derrota e partidas decididas nos pênaltis são contadas como empate.
| Pos. | Equipes          | Pts | J | V | E | D | GP | GC | SG |
| ---- | ---------------- | --- | - | - | - | - | -- | -- | -- |
| 1    | Real Madrid      | 6   | 2 | 2 | 0 | 0 | 9  | 4  | +5 |
| 2    | Al-Hilal         | 4   | 3 | 1 | 1 | 1 | 7  | 8  | -1 |
| 3    | Flamengo         | 3   | 2 | 1 | 0 | 1 | 6  | 4  | +2 |
| 4    | Al-Ahly          | 6   | 4 | 2 | 0 | 2 | 9  | 8  | +1 |
| 5    | Wydad Casablanca | 1   | 1 | 0 | 1 | 0 | 1  | 1  | 0  |
| 6    | Seattle Sounders | 0   | 1 | 0 | 0 | 1 | 0  | 1  | -1 |
| 7    | Auckland City    | 0   | 1 | 0 | 0 | 1 | 0  | 3  | -3 |

## Estatísticas

### Artilharia
Fonte: 
| Posição | Jogador           | Clube            | Gols |
| ------- | ----------------- | ---------------- | ---- |
| 1       | Pedro             | Flamengo         | 4    |
| 2       | Luciano Vietto    | Al-Hilal         | 3    |
| 2       | Federico Valverde | Real Madrid      | 3    |
| 2       | Vinícius Júnior   | Real Madrid      | 3    |
| 5       | Ahmed Abdel Kader | Al-Ahly          | 2    |
| 5       | Salem Al-Dawsari  | Al-Hilal         | 2    |
| 5       | Gabriel Barbosa   | Flamengo         | 2    |
| 8       | Ali Maâloul       | Al-Ahly          | 1    |
| 8       | Hussein El Shahat | Al-Ahly          | 1    |
| 8       | Mohamed Magdy     | Al-Ahly          | 1    |
| 8       | Mohamed Sherif    | Al-Ahly          | 1    |
| 8       | Percy Tau         | Al-Ahly          | 1    |
| 8       | Mohamed Kanno     | Al-Hilal         | 1    |
| 8       | Moussa Marega     | Al-Hilal         | 1    |
| 8       | Karim Benzema     | Real Madrid      | 1    |
| 8       | Rodrygo           | Real Madrid      | 1    |
| 8       | Sergio Arribas    | Real Madrid      | 1    |
| 8       | Ayoub El Amloud   | Wydad Casablanca | 1    |

### Homem do jogo
A FIFA nomeou o melhor jogador em campo em cada jogo do torneio.
| Jogo | Homem do jogo    | Clube       | Oponente         | Ref.   |
| ---- | ---------------- | ----------- | ---------------- | ------ |
| 1    | Mohamed Sherif   | Al-Ahly     | Auckland City    | [ 23 ] |
| 2    | Mohamed Magdy    | Al-Ahly     | Seattle Sounders | [ 24 ] |
| 3    | Gustavo Cuéllar  | Al-Hilal    | Wydad Casablanca | [ 25 ] |
| 4    | Salem Al-Dawsari | Al-Hilal    | Flamengo         | [ 26 ] |
| 5    | Vinícius Júnior  | Real Madrid | Al-Ahly          | [ 27 ] |
| 6    | Pedro            | Flamengo    | Al-Ahly          | [ 28 ] |
| 7    | Vinícius Júnior  | Real Madrid | Al-Hilal         | [ 29 ] |